# 도파 (인터넷 방송인)
도파(본명: 정상길, 1993년~)는 대한민국의 인터넷 방송인이다.
과거 프로게이머로 활동했으며 Team Dark와 Rebels Anarchy에 소속되었다. 하지만 대리 활동 이후 라이엇에 1000년 정지를 당하게 되었다.
이후로도 롤 관련 방송을 하고 있으며 한국과 중국 서버에서 모두 1등을 달성하기도 했다. 한국에서는 카카오티비에서 방송을 하다가 트위치로 플랫폼을 옮겼다.
2023년 8월에 군대에 입대했다.